# Direção do vento

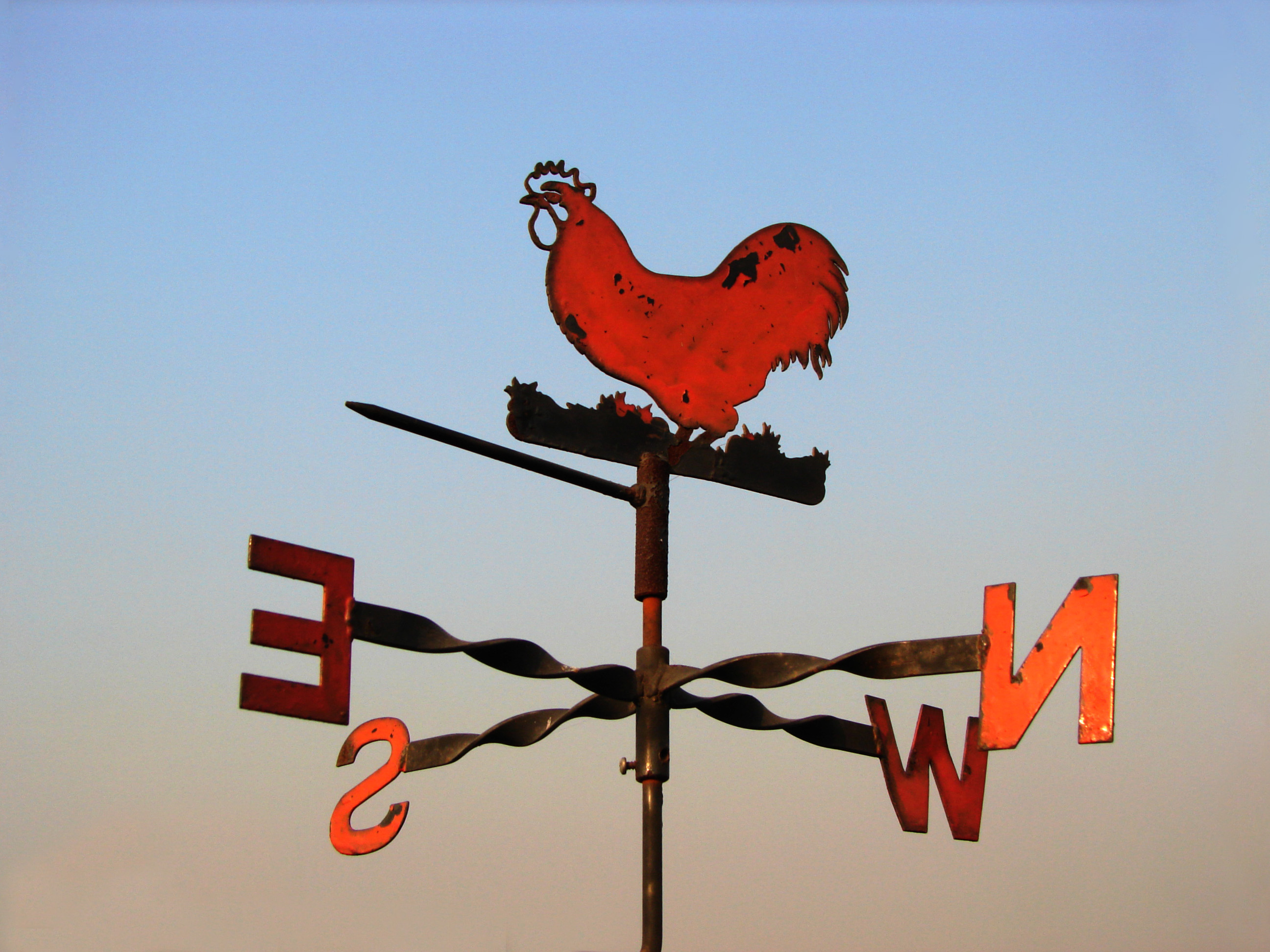
Cata-vento indicando um vento leste.

Direção do vento é a orientação para a qual o vento está direcionado. Por exemplo, de norte para sul; as exceções são os ventos onshore (soprando da água para a costa) e os ventos offshore (soprando da costa para a água). A direção do vento é geralmente informada na direção cardeal (ou bússola) ou em graus. Consequentemente, um vento que sopra do norte tem uma direção referida como 0° (360°); um vento que sopra do leste tem uma direção referida como 90°, etc. As previsões meteorológicas normalmente fornecem a direção do vento junto com sua velocidade, por exemplo, um "vento norte a 15 quilômetros por hora" é um vento que sopra do norte a uma velocidade de 15 quilômetros por hora. Se houver rajadas de vento, sua velocidade também poderá ser informada.

## Técnicas de medição
Uma variedade de instrumentos pode ser usada para medir a direção do vento, como o anemoscópio, a biruta e o cata-vento. Todos estes instrumentos funcionam movendo-se para minimizar a resistência do ar. A forma como um cata-vento é apontado pelos ventos predominantes indica a direção de onde o vento está soprando. A abertura maior de uma biruta está voltada para a direção de onde o vento sopra; sua cauda, com a abertura menor, aponta na mesma direção que o vento sopra.
Os instrumentos modernos usados para medir a velocidade e direção do vento são chamados de anemoscópios, anemômetros e cata-ventos. Esses tipos de instrumentos são utilizados pela indústria de energia eólica, tanto para avaliação de recursos eólicos quanto para controle de turbinas eólicas. Quando é necessária uma alta frequência de medição (como em aplicações de pesquisa), o vento pode ser medido pela velocidade de propagação dos sinais de ultrassom ou pelo efeito da ventilação na resistência de um fio aquecido. Outro tipo de anemômetro utiliza tubos pitot que aproveitam o diferencial de pressão entre um tubo interno e um tubo externo exposto ao vento para determinar a pressão dinâmica, que é então usada para calcular a velocidade do vento.
Em situações onde não há instrumentos modernos disponíveis, um dedo indicador pode ser usado para testar a direção do vento.
Outra técnica primitiva para medir a direção do vento é pegar uma pitada de grama e soltá-la; a direção em que a grama cai é a direção em que o vento sopra. Esta última técnica é frequentemente utilizada pelos golfistas porque lhes permite avaliar a força do vento.